# Paahan Chare
Paahan Chare is een muziekstroming die beoefend wordt door de Newah, een Nepalees volk. Het is een redelijk snelle muziekvorm. Bij Paahan Chare muziek wordt voornamelijk gebruikgemaakt van percussie-instrumenten. 
Door de Newah worden ook ander muziekvormen beoefend, zoals dapa, een zeer trage soort muziek, maar ook dhimayh, dat de luidste van al deze muziekstromingen is. Bij de muziek wordt door de Newah veel gedanst.